# 부다가야

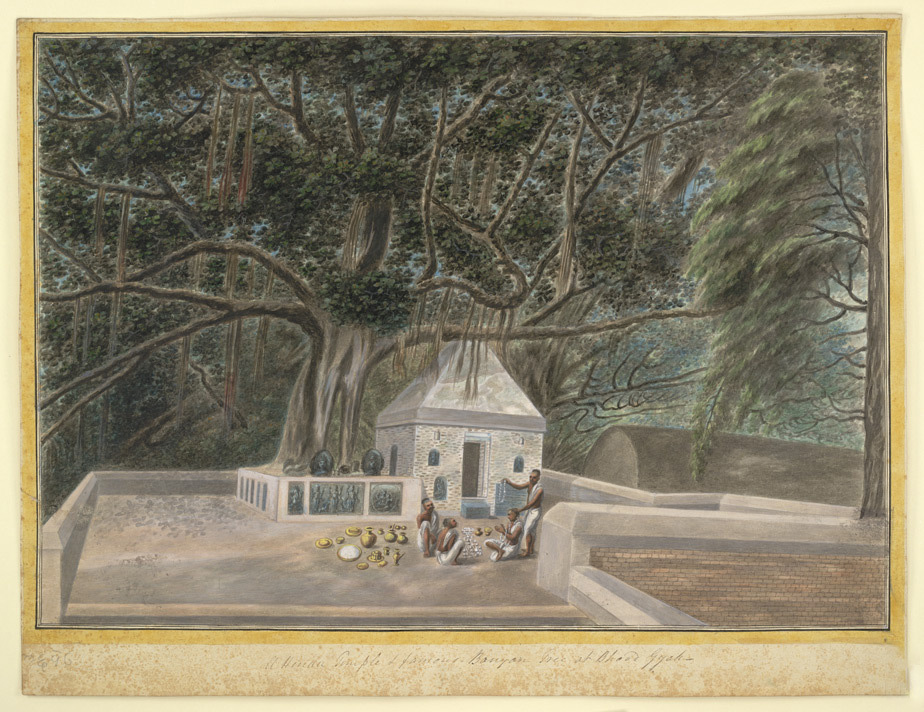
보리수 나무 아래의 작은 사원: 7세기에 지어진 것으로 원래는 기원전 3세기에 아쇼카에 의해 지어졌다. c.1810년

부다가야(힌디어: बोधगया)는 인도의 비하르주 가야구의 도시이다. 그곳은 석가모니가 보리수 나무 아래서 깨달은 장소로 유명하다. 인도 북동부 비하르(Bihar)주 가야(Gaya)시에서 11km 떨어진 곳에 있다. 탄생지 룸비니, 최초의 설법지 녹야원(사르나트), 열반지 쿠시나가르와 함께 불교의 4대 성지이다. 4대 성지는 부처가 열반하기 전에 제자 아난다에게 사람들이 참배할 4곳을 일러준 데서 유래하며 석가모니의 인생과 관련있다. 이 곳에 있는 마하보디 사원은 2002년에 세계유산이 되었다.
역사적으로는 그곳이 보디만다로 알려져 있었으며 대규모 불교사원의 정착지였다. 주된 불교사원은 보디만다-비하라로 불렸었으며, 지금은 마하보디 사원으로 불린다.
부처가 깨달음을 얻은 자리에는 기원전 3세기경에 아쇼카왕이 세웠다는 마하보디 대탑(大塔)이 서 있다. 높이가 55m나 되는 이 탑은 방추형의 9층탑으로 3km 떨어진 곳에서도 보이는 웅대한 탑이다. 단, 현재의 탑은 아쇼카왕 때 세워진 것이 아니고, 중국의 법현과 현장의 기록에 따르면 409년과 637년 사이에 세워진 것으로 추측된다. 대탑 주위에는 세계 각지의 불교도들이 건립한 봉헌탑이 있으며, 외벽 감실에는 불상이 모셔져 있다.
대탑 서쪽에 있는 금강보좌(金剛寶座)는 석가모니가 깨달음을 얻은 자리로 앞에 보리수 한그루가 심어져 있다. 대탑 남서쪽에는 석가모니가 고행을 끝내고 목욕을 한 연못이 남아 있는데, 이곳은 본래 힌두교도들이 관리하였으나 현재는 보드가야 불교협회에서 관리권을 넘겨받았다.
이밖에도 부처의 깨달음과 관련된 유적지가 곳곳에 남아 있다. 전정각산(前正覺山)은 부처가 깨닫기 전에 수자타로부터
우유죽을 받고나서 중도적인 수행을 하기 위해 올랐던 곳이며, 네란자라 강가의 우루빌라 세나니 마을에는 수자타집터에 세운 수자타탑이 있고 우유죽을 받은 탑이있다. 또한 그 주변에는 발우를
씻고 떠내려 보낸 곳이 있고 6년 고행한 고행림도 그곳 주변이다. 불교의 4대 성지 중에서도 가장 성스러운 장소로 각국의 사찰이 들어서 있으며 많은 순례자들이 찾고 있다.

## 같이 보기
- 고타마 붓다의 보리수
- 룸비니
- 사르나트
- 쿠시나가르
- 라즈기르